# Strijkkwartet nr. 2 (B. Tsjajkovski)
Boris Tsjajkovski voltooide zijn Strijkkwartet nr. 2 in 1961.
Tsjajkovski laat de strikte vorm hier deels los. Het is veel minder melodieus dan zijn Strijkkwartet nr. 1, maar melodie vormt het strijkkwartet nog wel. Van expositie en uitwerking is geen sprake meer; het zijn als het ware vier losse delen die bij elkaar gezet werden. Het meest opvallende is dat de compositie constant in beweging is; er wordt nergens "halt" geroepen. Deel 2 kan gezien worden als het scherzo, deel 3 als het serieuze deel.
Het werk kent vier delen:
1. Moderato
2. Allegro (in vlot marstempo)
3. Largo
4. Allegro non troppo.

De eerste uitvoering vond plaats op 3 februari 1962 door het wereldvermaarde Borodin Quartet. Plaats van handeling van de grote zaal van het Conservatorium van Moskou

## Discografie
Er was tot 2009 geen opname beschikbaar. In dat jaar volgde een uitgave met alle zes strijkkwartetten door Ilja Zoff, Elena Raskova (viool), Lydia Kovalenko (altviool) en Alaxey Massarsky (cello). Het platenlabel Northern Flowers nam de strijkkwartetten in 2008 in samenwerking met de Boris Tsjajkovski Society op. Inmiddels sponsorde de Russische Kunst Stichting dergelijke opnamen ook.

## Bron
- de compact disc
- Boris Tsjajkovski Foundation